# 出埃及號
出埃及1947號（英語：Exodus 1947）是一艘分组轮船，于1928年在美国巴尔的摩蒸汽分组公司设计时称沃菲尔德总裁号（英語：President Warfield）。它从1928年建设，到1942年竣工，用于运送乘客和货物穿越切萨皮克湾，往返于弗吉尼亚州诺福克和马里兰州巴尔的摩之间。从1942年起，沃菲尔德总裁号在第二次世界大战中作为英国武装部队的运兵船和训练舰服役。1944年，她作为美国海军沃菲尔德总裁号（英語：USS President Warfield (IX-169)）服役于美国海军，这是一艘用于诺曼底登陆奥马哈海滩的中转站兼住宿船。
1947年，它更名为出埃及1947號（英語：Exodus 1947），参加了犹太人回归巴勒斯坦的行动。她将4,515名犹太移民从法国南部带到巴勒斯坦托管地，其中大多数是大屠杀幸存者。但他们没有巴勒斯坦的合法移民证书。英国皇家海军在国际水域截停了它，并将它带到海法，随后将船中的犹太人遣返回了欧洲。
在1947年历史性航行结束后，受损的出埃及號与许多其他船只停泊在海法港的防波堤上。曾有报纸对其进行拍卖，但是无人应答。1948年以色列建国，大批欧洲犹太难民从流离失所者营地涌入以色列。人们几乎没有时间和金钱来关注1947年出埃及號的意义。1952年8月26日，当这艘船正在修复时，船上发生了一场不明原因的火灾。消防船奋战一整天，但它的火烧到了吃水线。随后它的船体被拖到港口北部以北，并在谢门海滩附近沉没。

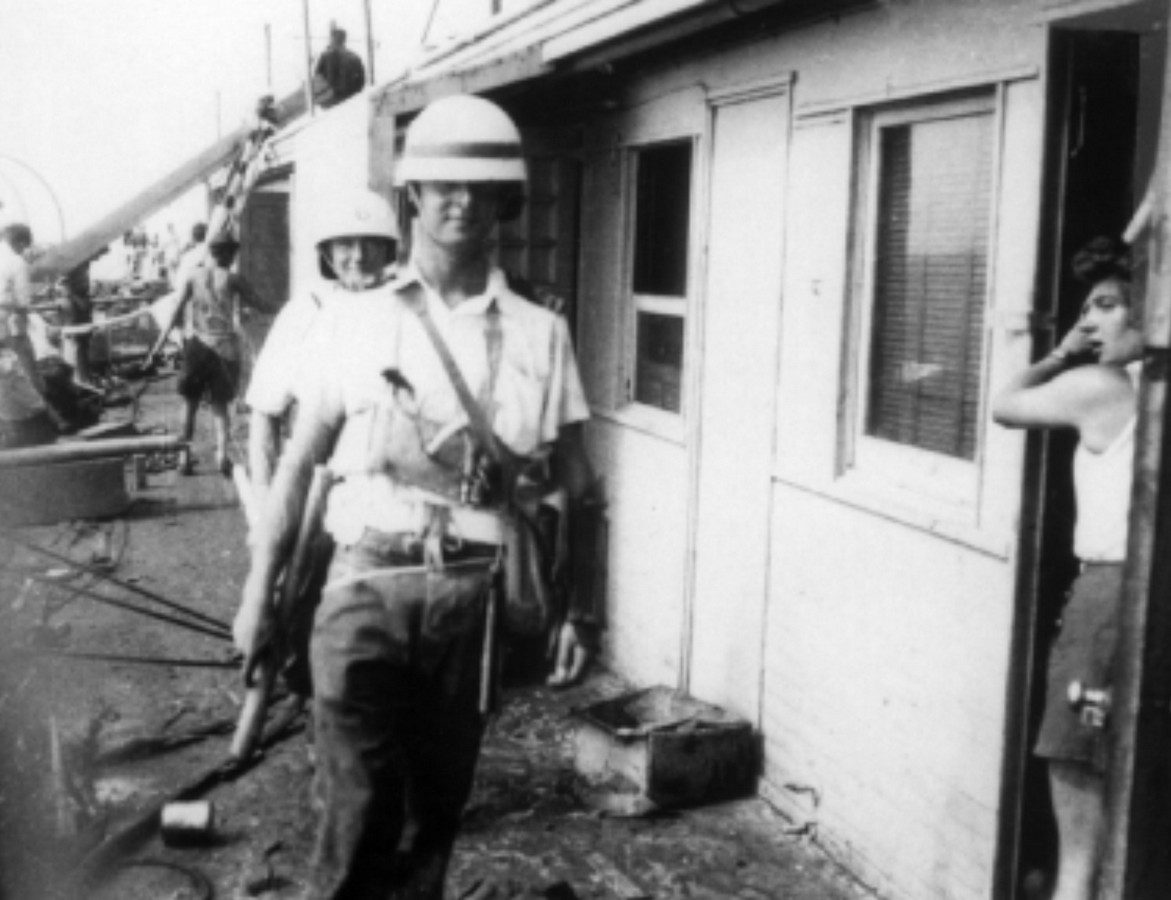
头戴头盔的英国皇家海军军人登上出埃及號
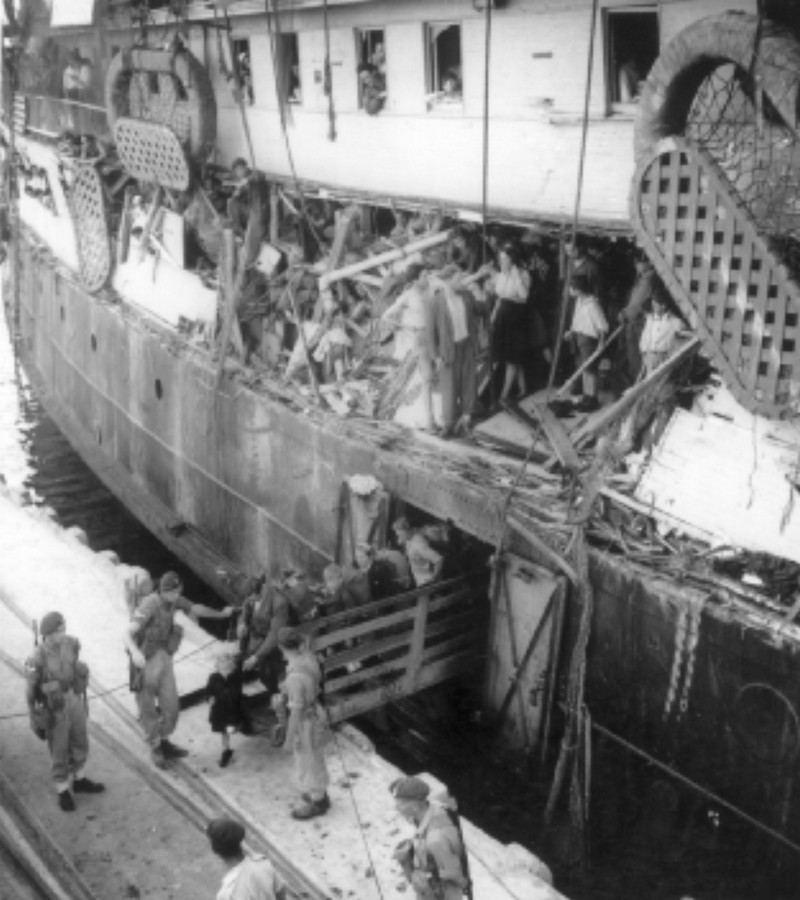
被俘获的出埃及號在雅法进行清理，注意舷侧的破洞是被英军驱逐舰截停时碰撞所致
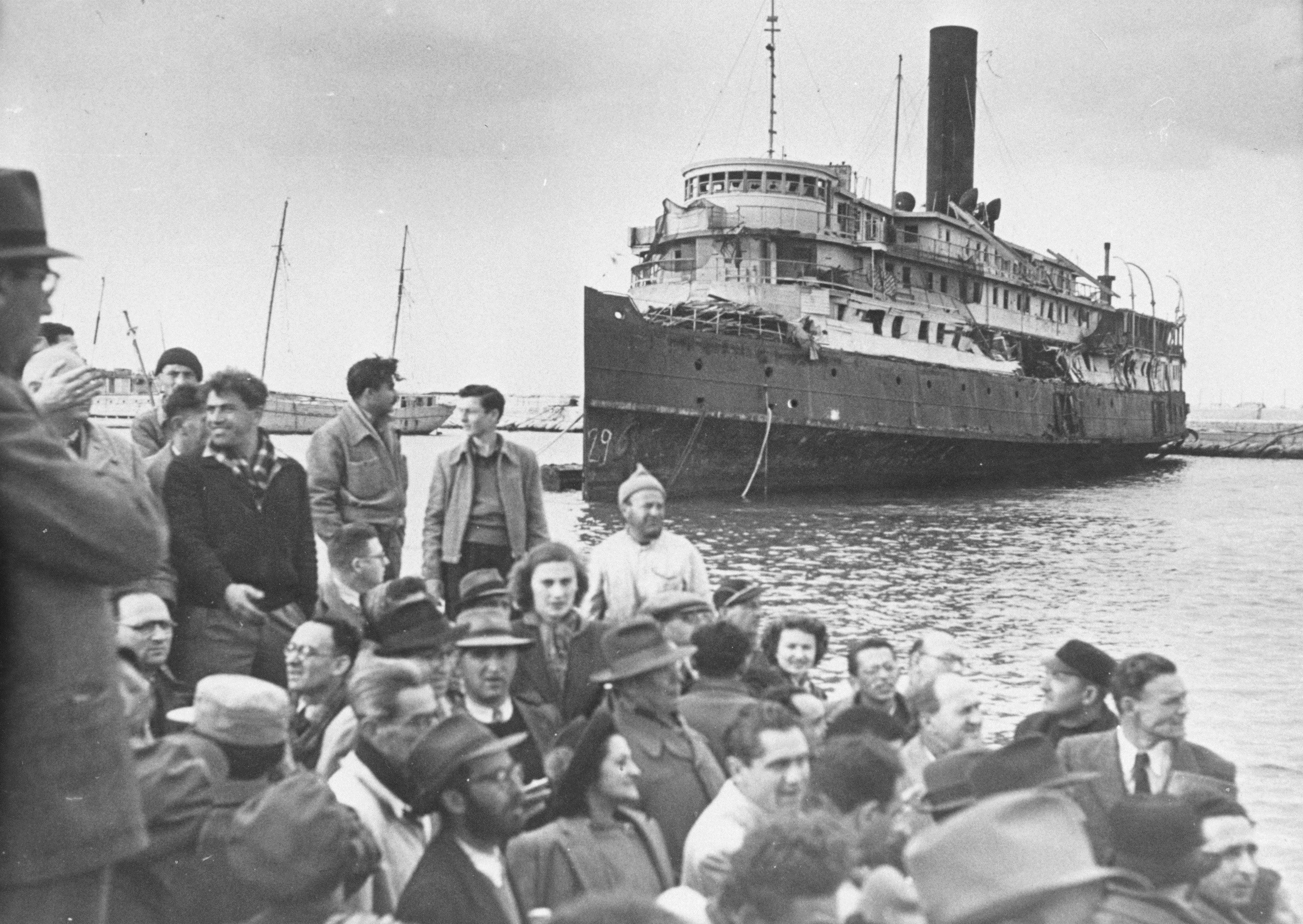
犹太人登上小艇，背后是破烂的出埃及號
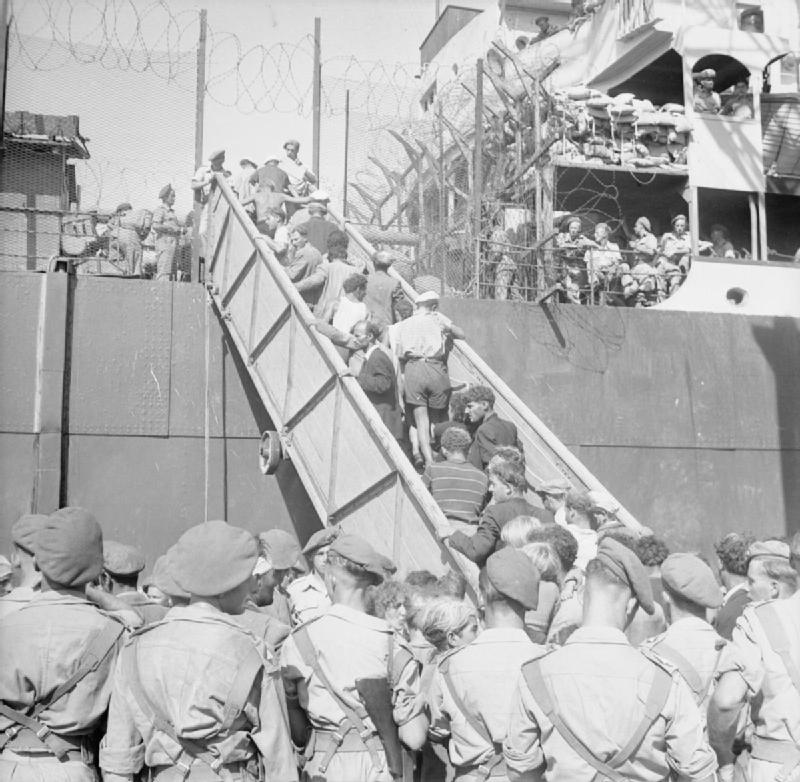
犹太难民被勒令登上帝国敌手号
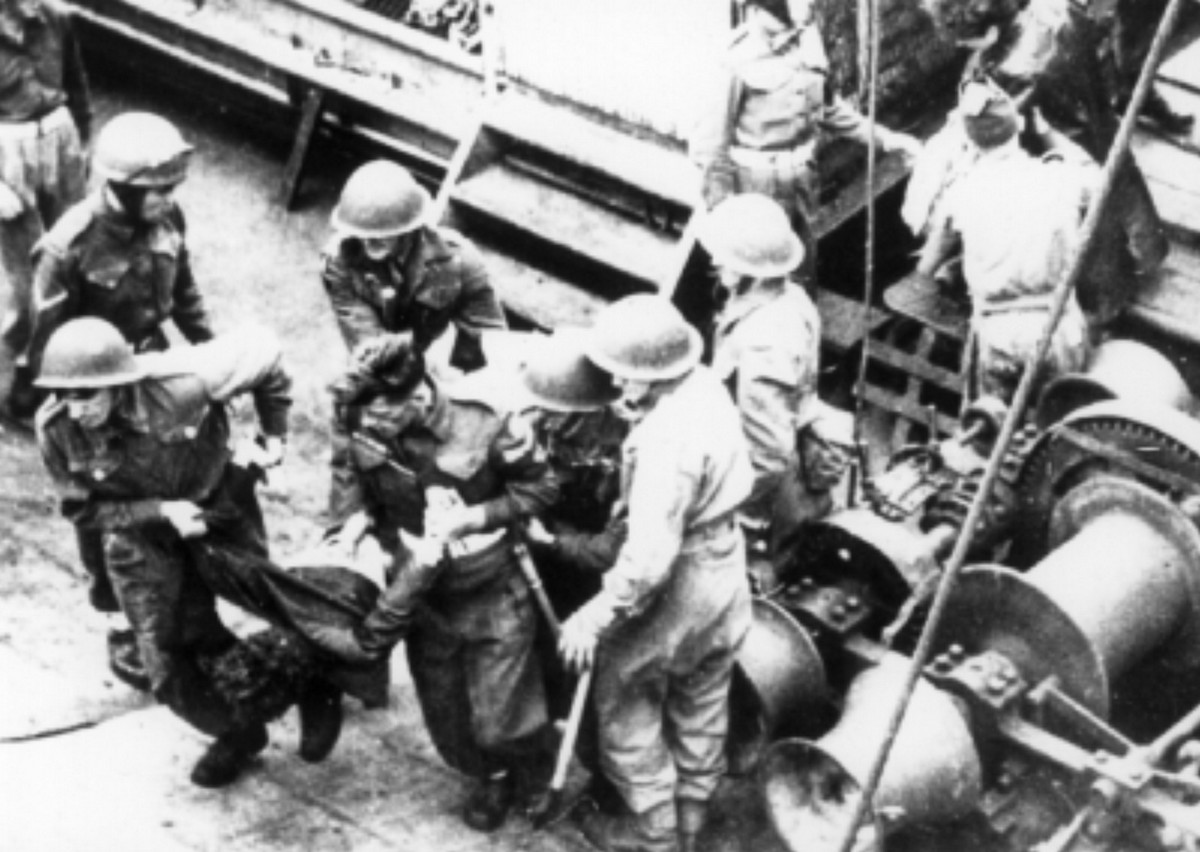
英国皇家海军强行将犹太人遣送到汉堡
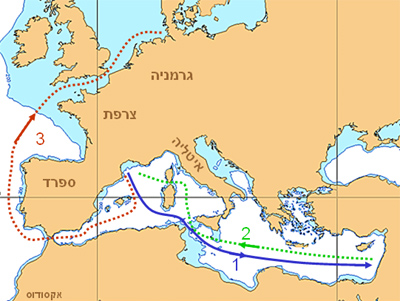
行驶线路
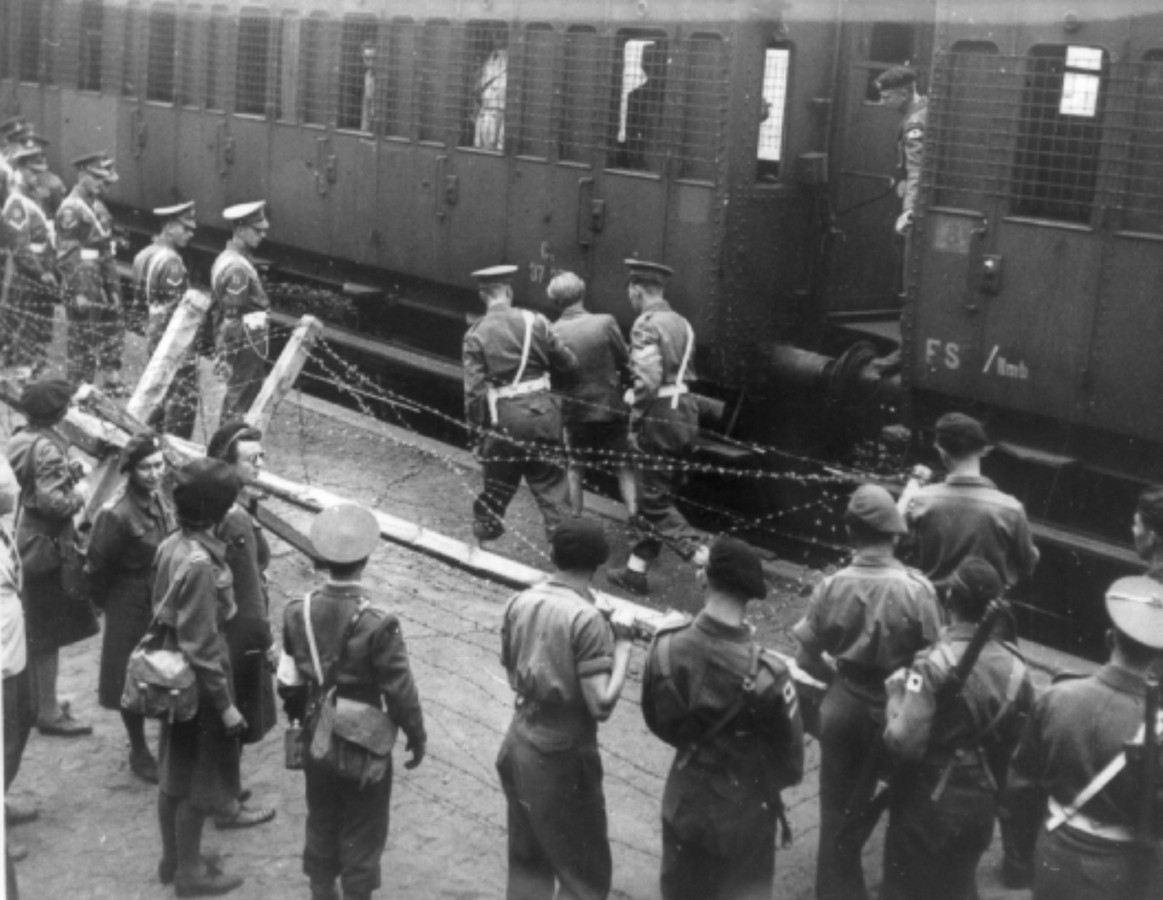
英国军警押送犹太移民到达德国波彭多夫
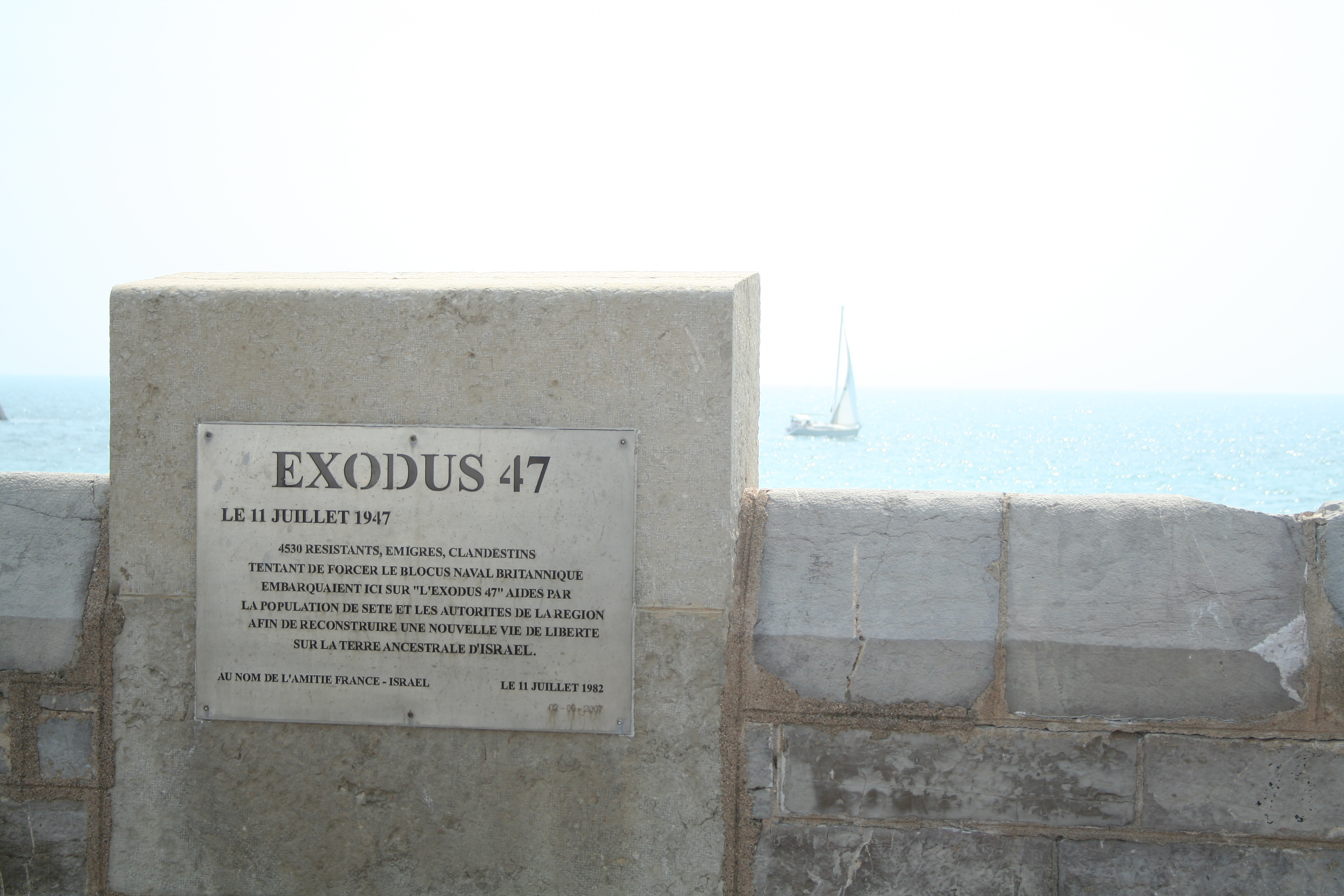
出埃及号1947年驶离马赛的地方
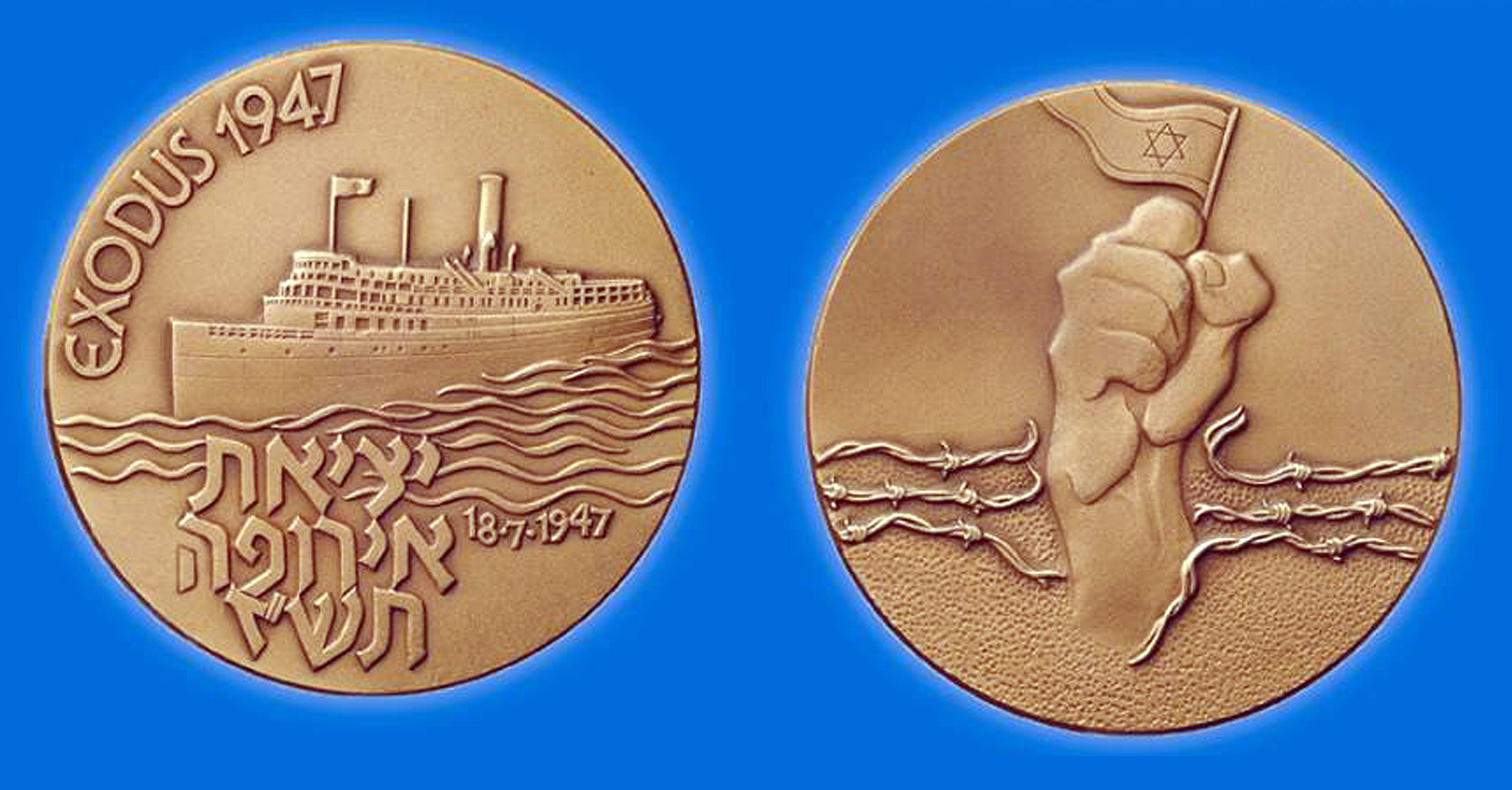
出埃及1947號航行60周年纪念币
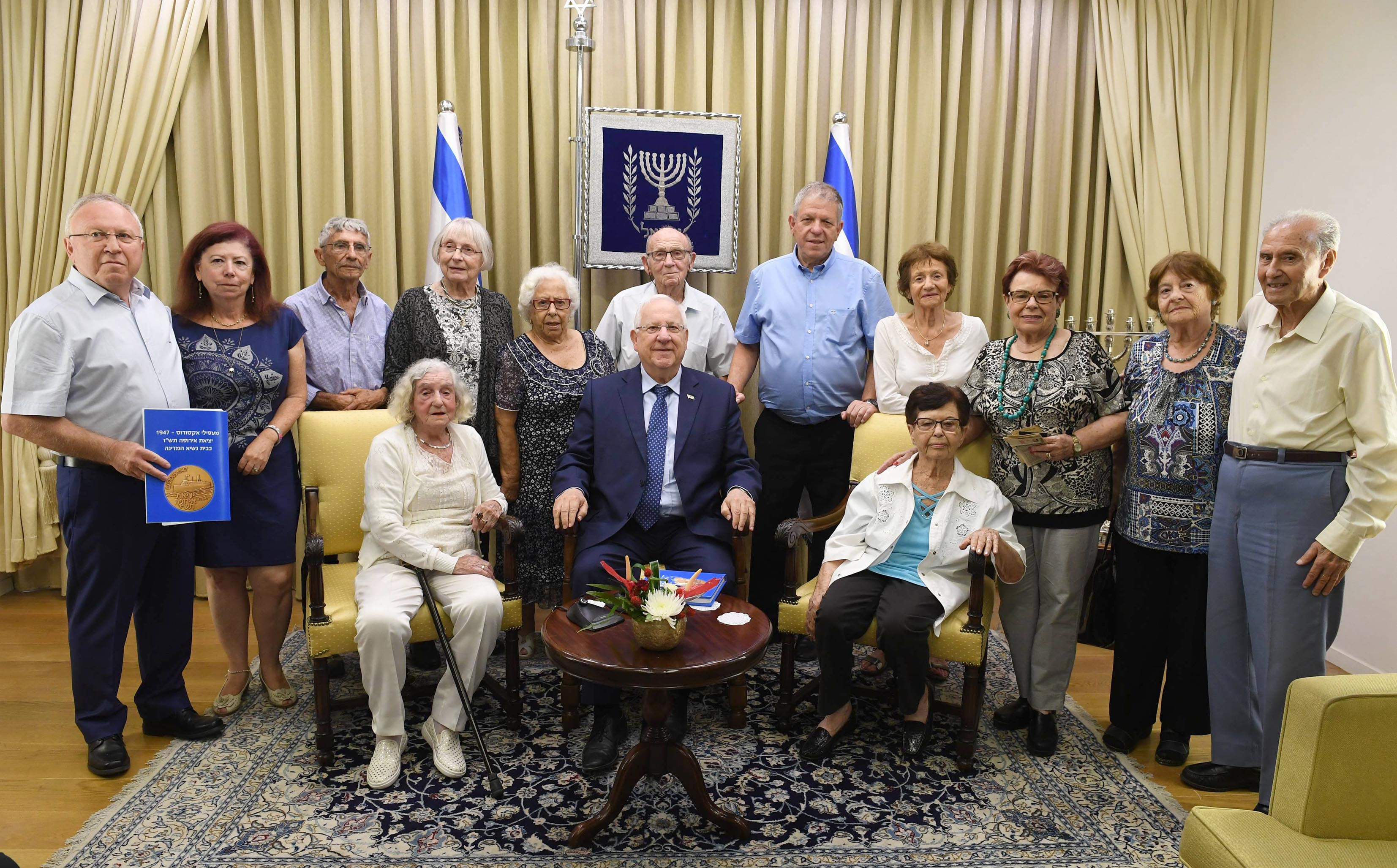
出埃及1947號航行70周年之际以色列总统魯文·里夫林和幸存者会面